# Thor (videojuego)
Thor es un videojuego de plataformas de 1988 desarrollado por Victor Morilla y publicado por Proein Soft Line para MSX y ZX Spectrum.

## Trama
El reino de Asgard está en peligro y sólo uno de sus dioses tiene el poder suficiente para salvarlo: Thor, el Dios del trueno. El origen de este peligro ha sido la muerte de Balder, hijo de Odín, dios de dioses, que murió mediante un puñal envuelto en hojas verdes. Pero en este tipo de historias místicas siempre hay un malo, Loki, que fue el encargado de ordenar este asesinato tras conocer la profecía: la muerte de Balder traería la decadencia de los dioses, que serían atacados por una litera. de lobos rabiosos sin piedad. Y eso es precisamente lo que nuestro protagonista debe evitar.
Para ello deberá destruir una serie de huevos, donde se están desarrollando los componentes de la camada de lobos, los cuales se encuentran ubicados en un castillo (donde se desarrollará el juego) en los lejanos territorios de Vendha, donde viven los hijos del diablo. Surtur los guarda celosamente esperando su llegada. Su medio para acabar con ellos así como con otros enemigos más pequeños, será proyectar truenos contra ellos, los golpes del martillo mágico, y por supuesto, la habilidad con el teclado.